# Wrightia candollei
Wrightia candollei là một loài thực vật có hoa trong họ La bố ma. Loài này được Vidal miêu tả khoa học đầu tiên năm 1885.